# NGC 4734
NGC 4734 é uma galáxia espiral (Sc) localizada na direcção da constelação de Virgo. Possui uma declinação de +04° 51' 31" e uma ascensão recta de 12 horas, 51 minutos e 12,8 segundos.
A galáxia NGC 4734 foi descoberta em 7 de Abril de 1828 por John Herschel.